# Indigo (Matt Bianco)
Indigo è il terzo album in studio della band britannica Matt Bianco, pubblicato nel luglio del 1988. Si tratta del loro ultimo LP per l'etichetta WEA Records.

## Tracce
1. Dont' Blame It on That Girl - 3.46
2. Nervous - 4.13
3. Slide - 4.16
4. Say It's Not Too Late - 4.56
5. Wap-Bam-Boogie - 7.29
6. Good Times - 4.21
7. R&B - 4.49
8. Hanging On - 4.29
9. Jack of Clubs - 4.17
10. Indigo - 4.12

Tracce bonus nella versione CD
1. Dont' Blame It on That Girl (12" Mix) - 6.10
2. Good Times (Miami Mix) - 4.25